# Krystyna Marynowska-Sianożęcka
Krystyna Marynowska-Sianożęcka (ur. 5 czerwca 1916 w Warszawie, zm. 8 czerwca 2014 w Palmirach) – polska tancerka i aktorka.

## Życiorys
Córka Stefana i Jadwigi z Zawistowskich. W latach 30. XX wieku ukończyła studia baletowe u Jadwigi Hryniewieckiej i Zofii Pflanz-Dróbeckiej, do tańca klasycznego włączała elementy nowoczesne. Otrzymała angaż w balecie Wiery Pietrakiewicz, z którym odbyła tournée po Włoszech. W 1937 została przyjęta do Polskiego Baletu Reprezentacyjnego, którym kierował Arnold Szyfman. W 1939 wystąpiła w dwóch filmach Inżynier Szeruda i Przygody pana Piorunkiewicza, oba nie zostały ukończone przed wybuchem II wojny światowej. Podczas okupacji hitlerowskiej występowała w prowadzonym przez Feliksa Parnella jawnym Teatrze Nowości, miała udziały w kawiarni U Aktorek, a także działała w konspiracji używając pseudonimu Stanisława. Podczas powstania warszawskiego była sanitariuszką w szpitalu polowym przy ul. Śniadeckich 17, a następnie Marszałkowskiej 71. Po zakończeniu wojny ponownie tańczyła w Balecie Parnella, a następnie związała się z prowadzoną przez Henryka Tomaszewskiego Pantomimą Wrocławską. Po zakończeniu kariery tanecznej była choreografką. Pochowana na cmentarzu Powązkowskim w Warszawie.

## Odznaczenia
- Odznaka 1000-lecia Państwa Polskiego (1967);
- Srebrny Krzyż Zasługi (1970);
- Odznaka „Zasłużony Działacz Kultury” (1973);
- Nagroda Wojewódzkiej Rady Związków Zawodowych (1975);
- Medal 30-lecia PRL (1975);
- Krzyż Kawalerski Orderu Odrodzenia Polski (1976);
- Krzyż Powstańczy (1992);
- Srebrny Medal „Zasłużony Kulturze Gloria Artis” (2013).